# دافوركا باليتش
دافوركا باليتش (بالكرواتية: Davorka Balić) مواليد 7 يناير 1988 في أوسييك، جمهورية يوغوسلافيا الاشتراكية الاتحادية، هي لاعبة كرة سلة كرواتية. بدأت مسيرتها الاحترافية في سنة 2005. وتحمل الرقم 77. لعبت مع نادي شيبينيك لكرة السلة للسيدات في الدوري الكرواتي لكرة السلة للسيدات.

## روابط خارجية
- دافوركا باليتش على موقع كرة السلة الأوروبية.كوم (الإنجليزية)
- دافوركا باليتش على موقع بروبوليرز (الإنجليزية)